# Platygomphus
Genre
Platygomphus  est un genre  dans la famille des Gomphidae appartenant au sous-ordre des Anisoptères dans l'ordre des Odonates.

## Liste des espèces
Ce genre comprend 2 espèces:
- Platygomphus dolabratus Selys, 1854
- Platygomphus feae Selys, 1891